# たけし・所のドラキュラが狙ってる
『たけし・所のドラキュラが狙ってる』（たけし・ところのドラキュラがねらってる）は、1992年4月19日から1995年3月26日まで、TBS系列局ほかで放送されていたIVSテレビ制作と毎日放送共同製作のバラエティ番組である。放送時間は毎週日曜22:00 ‐22:54（JST）。

## 概要
ビートたけしと所ジョージらが毎週1つの流行・社会現象などをテーマにして検証する番組である。
これまでTBS系日曜夜22時台は前半枠に中部日本放送（CBC）制作の『すばらしき仲間』、後半枠にMBS制作の30分間のドキュメンタリー番組やバラエティ番組を放送してきたが、1992年4月にMBS制作の金曜19時の30分枠とCBC制作の日曜22時の30分枠を交換し、さらに1時間に統合した形で開始された。以降、2025年現在放送中の『日曜日の初耳学』に至るまで同時間帯はMBS制作全国ネットの1時間番組が続いている。番組を30分拡大して84分のスペシャルで放送する回は「ノーカット延長戦」というサブタイトルが追記されていた。
収録は渋谷ビデオスタジオで隔週火曜日に2本撮りで行われ、たけしはいつも当番組収録後、同スタジオ内でフジテレビの『北野ファンクラブ』の収録を行っていた（高田文夫とのトークで「さっき下でドラキュラ録ってる時にさー」という会話をよくしていた。因みに北野ファンクラブは毎週1本ずつ収録）。
1994年10月の最末期に長年使われた番組タイトルロゴをコウモリをあしらったタイトルロゴにリニューアルした（ただ系列局の番組表にはその下に「TAKESHI & TOKORO」と表記された）。
たけしのバイク事故前の1994年の夏ごろまで視聴率が15%前後だったが、たけしの事故に伴い、山口美江、ヒロミ、大橋巨泉などが代理で出演したものの視聴率は10%前後までに低下し、1995年3月26日をもって番組は終了。同時に『たけしのここだけの話』以来、在阪3局（関西テレビ、読売テレビ、毎日放送）をまたぎながら同じスタッフで続いたIVSテレビ制作でのたけし出演の番組枠が終了した。

## 出演者
- ビートたけし[4]（1994年8月にバイク事故による長期療養に入る。8月14日までは事故前に収録済みの回がテロップ付きで放送され、それ以降は出演見合わせ。1995年3月の最終回のみ復帰）
- 所ジョージ[4]
- 麻木久仁子（1994年8月28日をもって降板）
- 山口美江（ビートたけし療養時の代役）
- ヒロミ（ビートたけし療養時の代役）
- 小松千春（アシスタントとして、スタートから1993年3月まで出演）
- 銀河万丈（ナレーター）

ほか

## ドラキュラオークション
｢時間を止められる時計｣｢透明人間になれる薬｣「夢の続きを見る権利」などの架空の商品を、出演者が入札形式のオークションで落札するゲーム企画。

### ルール
- 持ち金は1人1億円。
- どんなに要らないと思った商品にも、最低1円は付けなくてはならない。
- たとえ落札を逃しても、付けた金額は返ってこない。

## ドラキュラ裁判
- 番組の名物企画で毎週ゲストを迎え嘘発見器（ポリグラフ）にかけさせる。全ての質問に対し「いいえ」で答えて、ウソがばれる仕組で人気が高かった。
- スタート当初はたけし・所が毎週交互に嘘発見器に座らされていた。たけしは外国人女性のヌード写真を見せられても冷静だったのに、当時交際の噂があった宮沢りえの写真集「Santa Fe」には異様に反応していた。又、何故かヨーロッパ系のロリコン写真集にも、異常な反応を示した。
- ゲストが嘘発見器にかけられた際、たけし・所が「ネタ」と言える類いのトンチンカンな質問や下ネタ質問をしたり、特定芸能人の名を連呼し「嫌いだ」「一服（毒を）盛ったことがある」に対し「いいえ」とやりとりする場面もあった。特にたけしは即興で質問を付け加え、所やゲストを苦笑いさせることが多かった（ポリグラフを撮影しているカメラマンがツボにハマってしまい、笑いながら撮影して画面が揺れ続けてしまった事が何度かあった）。
- すべて「いいえ」と答えることになっていたが、あまりの鋭い質問に思わず「はい」と肯定の返事をしてしまったり、「なんでそんなことを知っているんですか!」と言ってしまうケースもあった。
- 後半は番組独自の極秘情報と称され、信憑性の高い質問をしていた。大半の質問でゲストは動揺し嘘発見器の記録針が反応し、コーナーは盛り上がりを見せた。
- 途中から最後の質問がドラキュラ最終兵器と称されるようになり、テレビには映せないものをゲストに見せて反応を伺うようになった。ゲストは激しく動揺するため毎回のようにポリグラフの針が大きく振れる。
- 2010年10月17日に放送されたバラエティ番組『EXILE魂』の第1回ではたけしがゲスト出演し、「ドラキュラ裁判」のリバイバル企画を行なった。また、2011年12月31日放送の特番「ビートたけしの勝手にスポーツ国民栄誉SHOW」ではサッカー選手の長谷部誠に対して嘘発見器をかけさせるという、ドラキュラ裁判同様の企画を行なった。

### 主な質問
ビートたけし
・大橋巨泉が嫌いだ。
・宮沢りえに未練がある。
・娘の胸を揉もうとして、カミさんに怒られた事がある。
・昔、旦那が海外出張している奥様に1500円で買われたことがある。
・ミュージシャンの布袋を、最近まで「ぬのぶくろ」と読んでいた。
所ジョージ
・カミさんが訛ってる。
・カミさんの訛りを取りたい。
・タモリが嫌いだ。
定番の質問
・和田アキ子が嫌いだ。
・イカ天のバンドマンに手を出したことがある。
・小林幸子が嫌いだ。
和田アキ子
・小さく生まれればよかったと思っている。
マルシア
・ステーキを食べに行き、「牛下さい」と店員に言ったことがある。
山口美江
・横山ノックが嫌いだ。
落合博満（中日ドラゴンズ所属時）
・一度でいいから巨人のユニフォームを着てみたいと思ってる。
・もし10億円くれたら韓国の三星に行ってもいい。
・星野監督が嫌いだ。
星野仙一
・(「星野監督が嫌いだ」と訊かれた落合の針がおもいっきり触れ、彼が苦笑いしているVTRを見せた後)落合が嫌いだ。
・落合のカミさんはもっと嫌いだ。
・自分は常に、冷静だ。→宇野がおでこにボールを当てた時も、冷静だった。
定岡正二
・投げるカーブはへなちょこだが、自分のあそこもへなちょこだ。
・現役時代、女房役の山倉と交換日記をしていた。
大槻義彦
・スパゲッティのCMに出演したのは失敗だった。
・火の玉を見せると言ってクラブの女にキンタマを見せたことがある。
吉村作治
・実は昔、ミイラとヤったことがある。
・エジプトに行った時宜保愛子と深い関係になったことがある。
・ピラミッドに行くと言って渋谷のラブホテル「ピラミッド」に行ったことがある。
織田無道
・上岡龍太郎が嫌いだ。
・大竹まことが嫌いだ。
・大槻教授が嫌いだ。
・今、この3人に呪いをかけている。
安岡力也
・こう見えても車の免許は合宿免許で取った。
・昼は「ホタテをなめるなよ」と歌っていたが、夜はアワビをなめている。
竹村健一
・モスクワの女は最高だった。
武田修宏
・夜もハットトリックだ。
・ベッドでいった時「ゴール!」と叫んだことがある。
蔵間
・酔っ払った勢いで、すすきののソープの看板を壊して逃げたことがある。
・その時（上記の後）、次の店に行った時にいた朝潮に向かって、「豚のケツみたいな顔しやがって」と言い、たまたま近くにいた水戸泉をぶん殴った。
・水戸泉だと思ったのは服部道子だった。
・加賀まりこに手を出した。
・篠ひろ子に手を出した。
・鷲羽山に手を出した。
辰巳琢郎
・夜はいまだにくいしん坊だ。
・学生時代、部屋に貼っていたあべ静江のポスターで1発抜いたことがある。
城戸真亜子
・蓮舫が憎い。
川島なお美
・うっかり八兵衛とうっかりやってしまった。
田中義剛
・酪農学園時代、メス牛とやったことがある。
周富徳
・脱税したことがある。
・料理も早いがベッドでイクのも早い。
大島渚
・私は酒を飲むと人を殴りたくなる。
・野坂のパンチは効いた。
・今度は必ず野坂をKOしてやる。
飯島愛
・しゃべりは苦手だが、しゃぶるのは得意だ。
ヒロミ
・夜は伊代ちゃんとスタミナ天国だ。
・伊代ちゃんがいない間に巨乳モノのAVを借りて楽しんだ。
西川峰子
・かつては「あなたにあげる」と歌っていたが、私生活でもいろんな人にあげちゃった。
・しかし最近は「あなたにあげる」と言ってもめっきり断られることが多い。
中森明菜
・こう見えてもデビュー前は地元の清瀬を締めていた。
・行き過ぎた取材をしたレポーターにヤキを入れたことがある。
江川卓
・ピッチャーライナーが本当に怖い。
・現役時代の癖が治らずベッドの上でも一発病だ。
津川雅彦
・ベッドシーンで思わず勃ってしまったことがある。
朝丘雪路
・大橋巨泉とやった事がある。
桂文珍
・桂三枝に一服盛った事がある。
・夫婦で夜に「トロロ芋」を使い試した所、夫婦でかぶれた事がある。
佐野史郎
・『誰にも言えない』で共演した山咲千里のSMに勃った。
錦織一清（少年隊）
・28歳になっても少年隊と呼ばれるのは恥ずかしい。
・避妊はしないが認知もしない。
東山紀之（少年隊）
・錦織一清が嫌いだ。
・植草が嫌いだ。
早坂茂三
・田中角栄に一服盛ったことがある。
辰吉丈一郎
・鬼塚なんて1ラウンドあればKOできる。
・小学生時代、クレーン車で他人の家を壊したことがある。
・プロデビューした後に、どうしても靴磨きセットがほしかったので万引きした。
荻原健司
・夜も彼女にノルディックだ。
野々村真
・『笑っていいとも!』の本番前、アルタのトイレにエロ本を持ち込んでオナニーしたことがある。
堀内孝雄
・谷村新司は変態だと思う。
近藤真彦
・ヨッちゃんが心配だ。
・『たのきん全力投球!』時代、たまきんも全力投球だった。
黒木瞳
・大地真央と深い関係になった事がある。
・京都全日空ホテルで武豊と二人きりの食事をしたことがある。
・その後、ホテルの部屋で、武豊にムチを入れられた。
・黒木香と間違われて「ワキ毛を見せて」と言われたことがある。
加藤茶
・いかりや長介が嫌いだ。
・志村けんが嫌いだ。
・仲本工事が嫌いだ。
・高木ブーが心配だ。
・女房に浮気がばれて「ちょっとだけよ」と言ったら「あんたも好きねぇ」と切り返された。
・ベッドで女をいかせた時、思わず「やったぜカトちゃん!」と叫んだことがある。
山口敏夫
・5億円の配分先を知っている。
・渡辺美智雄が嫌いだ。
・ゴルフに行ってカップに落ちそうになった事がある。
・ゴルフでボールの下敷きになった事がある。
・背は小さいがあそこはでかい。
浜田幸一
・永田町に嫌いなヤツがいる。→（回答）「沢山います！」
・橋本龍太郎が嫌いだ。→（回答）「女4人持っている所だけ嫌い！」
・田中眞紀子に手を出した。→（回答）「出さない！」
・扇千景にチンポを出した。→（回答）「出さない！」
・土井たか子に手を出した。→（回答）「それはない！」
・市川房枝の首を絞めた。→（回答）「1回もない！」
・ベッドの上でも暴れん坊だ。→（回答）「はぁ?（笑）」
・態度はでかいがあそこは小さい。→（回答）「色々種類がある」
・実は、選挙違反をしたことがある。→（回答）「あります」
・佐川ルート5億円の配布先を知っている。→（回答）「ある部分だけ知っています」
・実は自分もその金をもらっている。→（回答）「かもしれない」
渡辺真理
・森本毅郎に「君のあそこが知りたい」と迫られた。
諸星和己（光GENJI）
・夜もパラダイス銀河だ。
神田正輝
・『太陽にほえろ!』ではドック刑事を演じたが夜はコックを出している。
・趣味はおちんちんの日光浴だ。
福留功男
・カメラに向かって『ズームイン!』をやった直後、ぎっくり腰になったことがある。
山田邦子
・最近、酔って志村けんの頭を叩きまくった。
立川談志
・『笑点』の仕事で秋田に行った時、1万円でこん平さんのヤってる所を見せてもらった。
・泊まった旅館が気に入らなくて、入り口にうんこをしたことがある。→（回答）「うんこじゃないよ、しょんべんだよ!」
細川俊之
・『人数2人』と書かれた領収書で浮気がバレたことがある。
にしきのあきら
・自宅ではいつもバスローブを着ている。
・そのバスローブは、赤坂プリンスから黙って持ち帰ったものだ。
志茂田景樹
・私は両刀使いだ。
・いつもバカにされている南原に愛人が発覚したとき、思わず小躍りした。
渡辺裕之
・新婚ホヤホヤだが、カミさんとナニをする前に、「ファイト一発!」と叫んでしまう。
・格好つけているが未だに茨城弁が抜けない。
・多少は喋れるドイツ語も茨城訛りだ。
伊東四朗
・ベットの上でも「ニン!」と言っている。
千昌夫
・バブル崩壊は痛かった。
・借りた金を返さないことがある。
・貸した金は絶対忘れない。
吉幾三
・1坪200円で買った土地を2万円で売ったことがある。
・千昌夫と組んで、新沼謙治を騙したことがある。
・バブル崩壊のときに山本譲二から借りた61,500円をいまだに返していない。
・不動産を紹介してくれた千昌夫に恨みがある。
・千昌夫が嫌いだ。
小林亜星
・ダイエットして体重を115キロから82キロに減らしたものの「すごいデブが普通のデブになっただけだ」と言われたことがある。
林葉直子
・ちゃんこ料理屋でちゃんこ鍋を頼もうとして、間違えて「ちんこ鍋下さい」と言ったことがある。
なべおさみ
・ハナさんのしごきに耐えかねて一服盛ったことがある。
中島朋子
・赤井君が好きだ。「いいえ」→あおい君が好きだ。
モト冬樹
・○○はスキだが、グッチは嫌いだ。
井森美幸
・ジェームス三木が嫌いだ。
逸見政孝
・幸田シャーミンが嫌いだ。
藤谷美和子
・村上龍が嫌いだ。
西城秀樹
・郷ひろみが嫌いだ。
・歌は「傷だらけのローラ」だが、日常では「傷だらけのマーラ」だ。
大沢啓二
・グランドの中に嫌いな奴がいる。
・西武の森監督が嫌いだ。
・ヤクルトの野村監督が嫌いだ。
・巨人の長嶋監督が嫌いだ。
大島智子
・江川に誘われたことがある。
ビートたけしマネージャー
・北野武が嫌いだ。
清水アキラ
・ハンダース時代、コップにおしっこを入れて投げ合いをしたことがある。
・「髪の毛は短いほうがいいよ」と髪を切らせ、ピアスをプレゼントして「ショートにして良かったろ?」と言うのが口説きのテクニックだ。
・ベットにかすみ草を敷き詰めて、感激させたところを襲うのが落としのテクニックだ。
・女の子に「六本木で花火大会を見せてやる!」と言って、マネージャーに打ち上げ花火を上げさせたことがある。
・ディスコの帰り、声を掛けられたお姉ちゃんと大久保のホテルへ入ったが、翌朝目が覚めると女も自分の財布も無くなっていたことがある。→（回答）「そう!」
・高校生のとき国体へ行く途中の寝台車で、女の選手とヤッてしまったことがある。
・営業の楽屋にコーヒーを持ってきた女の子と、7分間でヤッてしまったことがある。
・「俺は村田だ! これを見せてやる!」と誘っておいて「俺のマラだ!」と見せたことがある。

## ドラキュラ最終兵器
- ケント・デリカット…ケントが大嫌いなアメリカの雑誌。
- 和田アキ子…以前酔って殴ってしまった有名人。
- 定岡正二…現役時代付き合っていた女性タレント。
- 清水圭…以前深い関係になった女性芸能人。夫人の香坂みゆきではない。
- 研ナオコ…腐っていたのに燻製だと騙して旦那に食べさせたある食べ物。
- 諸星和己…以前深い関係になった女性有名人4名。
- 田代まさし…以前轢き逃げの瞬間を目撃してしまった某有名人。
- ガダルカナル・タカ…ビートたけしの別荘で2泊3日一緒に過ごしたセクシーアイドル。
- 桂三枝…過去に手を出した女性。
- 吉幾三…以前極秘でハワイに連れて行った元巨乳アイドル。
- 大竹まこと…映画『八甲田山』のロケ中に背後から蹴り倒した俳優。
- 小泉今日子…清里まで一緒に蕎麦を食べに行った男性俳優。
- 中山秀征…以前深い関係になった女性タレント2名。
- 渡辺真理…大学時代付き合っていた男性。
- 山口美江…楽屋でリップクリームと間違えて唇に塗ってしまった高田純次の痔の薬。これを使用したために高田純次の尻と間接キスをしたと思い失神しそうになったとの事。この時に限り、山口本人了解の上、箱の中に隠されていた実際の薬が公開された。公開した後に山口は唖然し号泣。たけしから「そのうち唇から毛が生えてくるよ」と発し、山口が「気持ち悪ーい」と泣き叫んでいた。
- 林家こぶ平…以前関係があった女性タレント3人。しかもたけしが口頭で女性タレント1人の名前を紹介してしまったが、放送時にはピー音声に切り替えた。
- 野々村真…かつて『土曜大好き!』のロケ先でナンパした女性とその女性が「野々村真にナンパしたことがある。ざけんなよ!」と書かれたある視聴者参加番組の自己紹介カード。
- ヒロミ…妻の松本伊代には秘密で、深い関係になったセクシーアイドル。後日の放送で、たけしがSHIHOであることをバラしていた。
- 桂文珍…過去に一夜を共にしたものの、何も出来ずに終わった女優。
- 飯島愛…過去にナンパされ部屋まで付いてゆき、関係を迫られたお笑いタレントS.H（たけしが「そして、かず子に叱られましたね」と質問を付け加えた）。なお、このタレントは当時結婚直前だった。

## スタッフ
- 構成：豊村剛 ／ おちまさと（'92年8月までは越智真人と表記）、新田英生、長田聖一郎、宮下ちわわ（初期のみ）、あべ（初期途中から）、堀江利幸（中期以降）／ ダンカン（中期まで）ほか
- 取材：原千鶴
- 技術：八峯テレビ
  - ＴＰ (テクニカルプロデューサー)：飯沢孟
  - ＳＷ (スイッチャー)：広瀬重雄
  - ＣＡＭ (カメラマン)：猿谷智、加瀬俊弘
  - ＶＥ (ビデオエンジニア)：守安庸一、池田健二
  - ＡＵＤ (オーディオ)：首藤弘治、石塚良夫 (良一)
  - ＬＤ (ライティングディレクター)：渋谷昇
- 美術：CAVIN、フジアール
  - デザイン：ねもとまさ乙 (CAVIN)
  - 美術制作：重岩清人
  - 美術進行：菊地正人、大野恭一郎
  - 大道具：西内昌栄、岡部高二、原田和久
  - 装飾：大野正夫 (CAVIN)
- キャラクターデザイン：竹内和也
- タイムキーパー：中村ひろ子
- 音響効果：古川直樹（サウンドプロ企画  現:タルス）
- 編集：居川貴美晃・鈴木健一郎・森田祐司（スタジオWELt）／ 清水幸治（リョーインRVP）
- ＭＡ：村松勝弘・奥田幸裕・大竹雄一（スタジオWELt）／ 清水政美（リョーインRVP）
- ＣＧ (コンピューターグラフィック)：VIDEO MAGIC
- スタイリスト：OTSU-CHAN、小川かほる、CREAT ESSE
- 広報：福井宏行（毎日放送）
- ＡＰ (アシスタントプロデューサー)：田村裕子、田中眞理子
- ディレクター：山地孝英、笹山純一、大錦玄孝、掛水伸一 ほか【週替わり】
- 演出：駒木純一、大野克己、山地孝英、前田展宏 ほか【週替わり】
- プロデューサー：山田尚・岡田公伸（毎日放送）、大野克己（IVSテレビ制作）、望月政道（IVSテレビ制作　中期まで）
- 製作：毎日放送、IVSテレビ制作

## ネット局
| 放送対象地域  | 放送局             | 系列           | ネット形態             | 備考               |
| ------------- | ------------------ | -------------- | ---------------------- | ------------------ |
| 近畿広域圏    | 毎日放送           | TBS系列        | 制作局                 |                    |
| 関東広域圏    | TBS                | TBS系列        | 同時ネット             |                    |
| 北海道        | 北海道放送         | TBS系列        | 同時ネット             |                    |
| 青森県        | 青森テレビ         | TBS系列        | 同時ネット             |                    |
| 岩手県        | 岩手放送           | TBS系列        | 同時ネット             | [ 11 ]             |
| 宮城県        | 東北放送           | TBS系列        | 同時ネット             |                    |
| 秋田県        | 秋田テレビ         | フジテレビ系列 | 遅れネット             |                    |
| 山形県        | テレビユー山形     | TBS系列        | 同時ネット             |                    |
| 福島県        | テレビユー福島     | TBS系列        | 同時ネット             |                    |
| 新潟県        | 新潟放送           | TBS系列        | 同時ネット             |                    |
| 長野県        | 信越放送           | TBS系列        | 同時ネット             |                    |
| 山梨県        | テレビ山梨         | TBS系列        | 同時ネット             |                    |
| 静岡県        | 静岡放送           | TBS系列        | 同時ネット             |                    |
| 富山県        | チューリップテレビ | TBS系列        | 同時ネット             |                    |
| 石川県        | 北陸放送           | TBS系列        | 同時ネット             |                    |
| 中京広域圏    | 中部日本放送       | TBS系列        | 同時ネット             | [ 12 ]             |
| 鳥取県 島根県 | 山陰放送           | TBS系列        | 同時ネット             |                    |
| 広島県        | 中国放送           | TBS系列        | 同時ネット             |                    |
| 山口県        | テレビ山口         | TBS系列        | 同時ネット             |                    |
| 岡山県 香川県 | 山陽放送           | TBS系列        | 同時ネット             | [ 13 ]             |
| 愛媛県        | あいテレビ         | TBS系列        | 同時ネット             | 1992年10月開局から |
| 高知県        | テレビ高知         | TBS系列        | 同時ネット             |                    |
| 福岡県        | RKB毎日放送        | TBS系列        | 同時ネット             |                    |
| 長崎県        | 長崎放送           | TBS系列        | 同時ネット             |                    |
| 熊本県        | 熊本放送           | TBS系列        | 同時ネット             |                    |
| 大分県        | 大分放送           | TBS系列        | 同時ネット             |                    |
| 宮崎県        | 宮崎放送           | TBS系列        | 同時ネット             |                    |
| 鹿児島県      | 南日本放送         | TBS系列        | 同時ネット             |                    |
| 沖縄県        | 琉球放送           | TBS系列        | 遅れネット →同時ネット | [ 14 ]             |

## 歴代エンディングテーマ曲
- 君のいないステーション/Twilight Kids
- あなたに逢いに行かなくちゃ/BROSS
- 終わらない愛を唇に/CORVETTES
- クラスメイト/PINK SAPPHIRE
- 少年の翼/BLOW
- そばにいてほしい 君にいてほしい/BLOW
- Don't let me down/柳原愛子
- 自由の橋/田村直美
- ごめんねのKiss/市原真紀
- 天人花/リリー・テン
- 抱きしめても泣き止まない/AXXL
- KISS! KISS!! Fall in Love/BLUE ANGEL
- 嘆くなり我が夜のFantasy/THE YELLOW MONKEY

### 挿入歌
- WOW WOW/E-ZEE BAND